# University of Colorado
University of Colorado System är ett delstatligt universitetssystem i Colorado som består av University of Colorado Boulder, University of Colorado Colorado Springs, University of Colorado Denver och Anschutz Medical Campus. Det äldsta universitetet i systemet grundades i Boulder 1876.